# Будавник
Будавни́к (бел. Будаўні́к; до 1930 года — Павловское и Юрьевское; до 2008 года — Будовник) — деревня в Судковском сельсовете Хойникского района Гомельской области Беларуси.

## История
В 1943 году Будовник — посёлок в Хойникском местечковом (с 27 сентября 1938 года горпоселковом) совете Хойникского района. Существовал колхоз «Будовник», который насчитывал 8 семей колхозников, 102 га земли. С 20 февраля 1938 года в Полесской, с 8 января 1954 года в Гомельской областях.
До 30 июня 1966 года деревня входила в состав Небытовского сельсовета.
с 10 ноября 1967 года в составе Хойникского райсовета.
До 16 декабря 2009 года в составе Дворищанского сельсовета. 16 декабря 2009 года Дворищанский сельсовет переименован в Судковский.

## Население

### Численность
- 2019 год — нет жителей и хозяйств

### Динамика
- 1959 год — 188 жителей (согласно переписи)
- 1970 год — 185 жителей
- 2004 год — 2 жителя, 1 хозяйство
- 2019 год — нет жителей и хозяйств